# Amomum repoeense
Amomum repoeense är en enhjärtbladig växtart som beskrevs av Jean Baptiste Louis Pierre och François Gagnepain. Amomum repoeense ingår i släktet Amomum och familjen Zingiberaceae. IUCN kategoriserar arten globalt som livskraftig. Inga underarter finns listade i Catalogue of Life.